# Isopterygium leptoplumosum
Isopterygium leptoplumosum là một loài Rêu trong họ Hypnaceae. Loài này được (Dusén) Cardot mô tả khoa học đầu tiên năm 1908.